# Ulrich d'Ensingen
Ulrich d'Ensingen, Ulrich von Ensingen, Ulrich Ensinger,  est un architecte allemand originaire d'Einsingen, près d'Ulm, né vers 1350/1360, et mort à Strasbourg la 10 février 1419.

## Biographie
Ulrich d’Ensingen est probablement né vers 1350 en Souabe, peut-être à Ensingen (Louisbourg) (de) ou Einsingen (Ulm) (de), petits villages situés près de la ville d’Ulm. Aucun document ne documentant la jeunesse du maître, la date a été calculée à partir des éléments connus de sa vie, comparés à l’âge habituel d’entrée en apprentissage et la durée de formation ; le lieu exact restant lui de l’ordre de l’hypothèse, du fait que les patronymes ne sont pas toujours une indication fiable. À partir de ce postulat, son apprentissage se serait déroulé entre 1365 et 1380, ce qui correspond à l’édification du chœur de l’église principale d’Ulm, bien qu’on ne sache pas non plus avec certitude sur quels chantier il a pu se former. Il est fort possible que pendant cette période, et celle de son compagnonnage qui suivit, il ait fréquenté les grands édifices de Strasbourg, Fribourg-en-Brisgau et Bâle, et ait été en contact avec les Parler sur leurs chantiers de Gmünd, Prague ou Kolín.
Le document le plus ancien mentionnant Ulrich d’Ensingen se trouve dans les archives du chantier de la cathédrale de Milan et date du 16 juillet 1391. Il y est évoqué sa candidature au titre de maître d’œuvre : la fabrique de la cathédrale cherchait en effet régulièrement à recruter des architectes allemands, alors très réputés, pour résoudre les problèmes qui se posaient sur leur chantier, bien que ces initiatives se heurtaient généralement à une farouche opposition des architectes locaux. Dans le document Ulrich est décrit comme magister et inzignerius, ce qui tendrait à montrer qu’il jouissait déjà d’une certaine expérience et réputation à ce moment-là. Finalement, il semble avoir préféré rester en Allemagne, car il est engagé le 17 juin 1392 pour cinq ans pour diriger le chantier de l’église principale d’Ulm. C’est son prédécesseur à ce poste, Heinrich III Parler, qui part à Milan, où il ne restera guère, étant licencié 12 mai 1392. Le nom d’Ulrich est alors de nouveau évoqué pour diriger le chantier de Milan, mais il reste pour un temps à Ulm : au lieu de terminer la réalisation de la nef et du chœur de l’église, Ulrich a en effet décidé de se consacrer à la construction de la tour monumentale, dont il a dessiné plusieurs plans et études, bien qu’il ne supervisera lui-même que la construction du premier étage. En effet, Ulrich d’Ensingen quitte finalement Ulm pour prendre la direction du chantier de Milan en octobre 1394. Tout comme Heinrich Parler avant lui, Ulrich entre toutefois rapidement en conflit avec la fabrique, en voulant effectuer agrandissements des fenêtres et des modifications des chapiteaux contre l’avis de ses commanditaires, ainsi qu’en refusant de travailler selon les plans établis par d’autres ; il fut donc à son tour licencié le 3 avril 1395.
Son retour à Ulm semble s’être fait sans problèmes, puisqu’en 1397 il est nommé maître d'œuvre à vie du chantier de l’église principale. Sa réputation d'architecte est alors établie et il devient parallèlement en 1398 maître d’œuvre de l'église Notre-Dame d'Esslingen, dont il conçoit la haute-tour et une partie de la nef. En mai 1399, il se rend à Strasbourg pour négocier un poste de maître d'œuvre. La bourgeoisie de Strasbourg souhaite alors élever une haute tour au-dessus du massif occidental de la cathédrale. Il a conçu et réalisé jusqu'à son décès les deux niveaux octogonaux entourés de quatre tourelles d'escalier qui ne sont reliés à l'octogone central qu'au second niveau. La construction des étages supérieurs de la tour a été réalisée par Jean Hultz.
En 1414, les bourgeois de Bâle se sont adressés par Ulrich d'Ensingen pour élaborer un projet de surhaussement de la tour septentrionale Saint-Georges de la cathédrale de Bâle. Mais l'exécution n'a commencé qu'en 1421 en s'écartant en partie des plans d'Ulrich d'Ensingen.
En 1417, il a cédé son poste de maître d'œuvre de la cathédrale d'Ulm à son gendre, Hans Kuhn. C'est probablement à la même époque qu'il a quitté la maîtrise d'œuvre de l'église d'Esslingen.
Il est mort à Strasbourg le 10 février 1419. Comme c'était la coutume, il a cédé à l'Œuvre Notre-Dame ses effets et sa cuirasse qui les a vendu au profit du chantier.

## Famille
Ulrich d'Ensingen, Ulrich Ensinger, a eu trois fils maîtres maçons : Kaspar, Matthäus (Mathieu Ensinger) et Matthias (†1438). Son gendre Hans Kuhn est aussi un maître maçon et lui a succédé comme maître d'œuvre de la cathédrale d'Ulm. Plusieurs de ses petits-fils ont été aussi maîtres maçons, dont, en particulier, Vinzenz, fils de Matthäus, et Moritz, et ont participé aux chantiers à Berne, Constance, Esslingen et Ulm.